# Мимулопсис
Мимулопсис (лат. Mimulopsis) — род двудольных цветковых растений семейства Акантовые.

## Описание
Крупные кустарники. Листья черешковые. Венчик субактиноморфный с длинными жесткими загнутыми трихомами или шипами, которые выстилают нижнюю губу. Имеется четыре тычинки.

## Классификация
Некоторые виды рода Mimulopsis:. Наиболее близким родом является Mellera
- Mimulopsis affinis Baker
- Mimulopsis alpina Chiov.
- Mimulopsis angustata Benoist
- Mimulopsis arborescens C.B.Clarke
- Mimulopsis armata Benoist
- Mimulopsis bagshawei S.Moore
- Mimulopsis catatii Benoist
- Mimulopsis dasyphylla Mildbr.
- Mimulopsis diffusa Baker
- Mimulopsis elliotii C.B.Clarke
- Mimulopsis excellens Lindau
- Mimulopsis forsythii S. Moore
- Mimulopsis glandulosa Baker
- Mimulopsis hildebrandtii Lindau
- Mimulopsis kilimandscharica Lindau
- Mimulopsis lanceolata Baker
- Mimulopsis longisepala Mildbr.
- Mimulopsis lyalliana (Nees) Baron
- Mimulopsis madagascariensis (Baker) Benoist
- Mimulopsis runssorica Lindau
- Mimulopsis schliebenii Mildbr.
- Mimulopsis sesamoides S.Moore
- Mimulopsis solmsii Schweinf.
- Mimulopsis spathulata C.B.Clarke
- Mimulopsis speciosa Baker
- Mimulopsis thomsonii C.B.Clarke
- Mimulopsis usumburensis Lindau
- Mimulopsis velutinella Mildbr.
- Mimulopsis violacea Lindau

## Распространение
Встречаются вечнозеленых горных лесах тропической Африки и Мадагаскаре